# Двата тигъра
„Двата тигъра“ (на италиански: Le due tigri) е третата книга от приключенската поредица за Сандокан на италианския писател Емилио Салгари. За първи път е публикувана през 1904 г.

## Сюжет
Действието се развива през 1857 г. Сандокан и Яниш пристигат в Индия, за да помогнат на Тремал-Наик. Дарма, малката дъщеря на Тремал-Наик, е отвлечена от тугите. За да бъде освободена, Тигърът на Малайзия – главатарят на пиратите Сандокан трябва да се изправи срещу Тигъра на Индия – главатаря на свирепата секта на тугите, удушвачите на богинята Кали.

## Адаптации
През 1914 г. по книгата е направен едноименен черно-бял филм от италианския режисьор Джорджо Симонели.